# Colias gigantea
Espèce
Colias gigantea est une espèce d'insectes lépidoptères de la sous-famille des Coliadinae (famille des Pieridae).

## Dénomination
Colias gigantea a été nommé par Hermann Strecker en 1900.
Synonymes : Colias pelidne var. gigantea Strecker, 1900 ; Eurymus pelidne gigantea ; Dyar, 1903.

### Noms vernaculaires
Colias gigantea se nomme Great Northern Sulphur ou Giant Sulphur ou Giant Northern Sulfur en anglais.

## Sous-espèces
- Colias gigantea gigantea de l'Alaska à l'Ontario.
- Colias gigantea mayi F. & R. Chermock, 1940 ; dans le Wyoming, le Montana et l'Oregon.
- Colias gigantea harroweri Klots, 1940 [1].

## Description
Colias giganteae est un papillon de taille moyenne à grande (son envergure varie de 51 à 70 mm). Les ailes du mâle sont d'une couleur jaune, à bordure marron foncé veinée de jaune avec la cellule à l'aile antérieure  marquée d'un point noir et un point discocellulaire jaune très peu visible au centre de l'aile postérieure.
Les femelles sont jaune plus clair ou blanches, avec une bordure foncée réduite ou absente.
Le revers est jaune sans bordure foncée et le point discocellulaire au centre de l'aile postérieure est de couleur argentée et cerclé de marron.

## Biologie
Colias gigantea vole en juin et juillet, en une seule génération.
Colias gigantea hiberne au troisième stade de la chenille.

### Plantes hôtes
Les plantes hôte de sa chenille sont très nombreuses, des Salix dont Salix reticulata.

## Écologie et distribution
Colias gigantea est présent dans le nord de l'Amérique du Nord, en Alaska, au Canada dans les Territoires du Nord-Ouest, le Manitoba, l'Alberta, la Saskatchewan, l'Ontario, le Yukon et la Colombie-Britannique et dans les Montagnes Rocheuses du nord-ouest des États-Unis  dans le Montana, l'Oregon et le Wyoming.

### Biotope
Il réside dans les saulaies humides de la toundra et les saulaies tourbeuses.

### Protection
Pas de statut de protection particulier.